# Norma Huidobro
Norma Huidobro (Lanús, Buenos Aires; 28 de julio de 1949) es una escritora, profesora y filósofa argentina.
La mayor parte de sus obras están dedicadas al público juvenil e infantil, aunque también escribió novelas de género policial destinadas al público adulto. Es conocida por su novela "Octubre, un crimen"; y la colección "Los casos de Anita Demare".

## Trayectoria
Es egresada de la carrera de Letras por la Universidad de Buenos Aires. Dictó clases de Lengua y Literatura en colegios secundarios y coordinó talleres literarios.

### Obras
De la saga de «Los casos de Anita Demare» se extraen seis novelas: El anillo de esmeraldas (2012); El paraguas floreado (2012); Una luz muy extraña (2013); La gata en el balcón (2014), La sopa envenenada (2016). y El pirata y la bailarina (2018)
- ¿Quién conoce a Greta Garbo? (1ª edición). Grupo Editorial Norma. 2000. ISBN 978-987-9334-53-9.
- El sospechoso viste de negro (1ª edición). Grupo Editorial Norma. 2001. ISBN 978-987-545-036-3.
- Octubre, un crimen (1ª edición). SM. 2004. ISBN 978-987-573-002-1. Traducido al francés como Octobre, un crime.[6]
- El misterio del mayordomo (1ª edición). Grupo Editorial Norma. 2005. ISBN 978-987-545-213-8. Traducido al francés como Le mystère du majordome.[7]
- Sopa de diamantes (1ª edición). Grupo Editorial Norma. 2006. ISBN 978-987-545-393-7.
- El misterio de la casa verde (1ª edición). Grupo Editorial Norma. 2007. ISBN 978-987-545-430-9.
- El lugar perdido (1ª edición). Arte Gráfico Editorial Argentino. 2007. ISBN 978-987-07-0162-0. Traducido al francés como Le Lieu perdu.[8]
- Juanita y el misterio del conejo (1ª edición). Grupo Editorial Norma. 2007. ISBN 978-987-545-475-0.
- Un secreto en la ventana (1ª edición). SM. 2009. ISBN 978-987-573-162-2. Traducido al francés como Un secret à la fenêtre.[9]
- La casa de la viuda (1ª edición). Del Naranjo. 2008. ISBN 978-987-1343-06-5.
- La tercera puerta (1ª edición). Grupo Editorial Norma. 2009. ISBN 978-987-545-564-1.
- Te espero en la plaza (1ª edición). Del Naranjo. 2010. ISBN 978-987-1343-20-1.
- El pan de la serpiente (1ª edición). Grupo Editorial Norma. 2010. ISBN 978-987-545-241-1.
- Un fantasma en San Telmo (1ª edición). Del Naranjo. 2010. ISBN 978-987-1343-28-7.
- Josepérez, astronauta (1ª edición). SM. 2010. ISBN 978-987-573-478-4.
- La mujer del sombrero azul (1ª edición). Sudamericana. 2011. ISBN 978-950-07-3512-4.
- El ladrón de ciruelas (1ª edición). Planeta. 2012. ISBN 978-950-49-2803-4.
- Tres cisnes bajo la luna (1ª edición). Abran Cancha. 2013. ISBN 978-987-1865-27-7.
- Cleopatra lo sabía (1ª edición). Sudamericana. 2015. ISBN 978-950-07-5216-9.
- Un tren a ningún lugar (1ª edición). SM. 2018. ISBN 978-987-731-717-6.
- El pirata y la bailarina (1ª edición). Grupo Editorial Norma. 2018. ISBN 978-987-545-735-5.

### Premios
- 2001, Premio "¡Leer es vivir!" en el apartado infantil, Grupo Everest en colaboración con el Ayuntamiento de León,[10] España, con el libro "Los cuentos del abuelo Florián (o cuatro fábulas al revés)".[11]
- 2004, Premio El Barco de Vapor de la Editorial SM, con la novela "Octubre, un crimen".[10][12]
- 2007, Premio Clarín de Novela por "El Lugar Perdido".[13]
- 2015, Prize Livrentete, otorgado por la Unión de Bibliotecas de Francia.[2]